# Campylobacterales
Campylobacterales é uma ordem de bactérias do filo Proteobacteria. Estão incluídas na divisão epsilon, juntamente com a pequena família Nautiliaceae.